# James Gordon, Baron Gordon of Strathblane

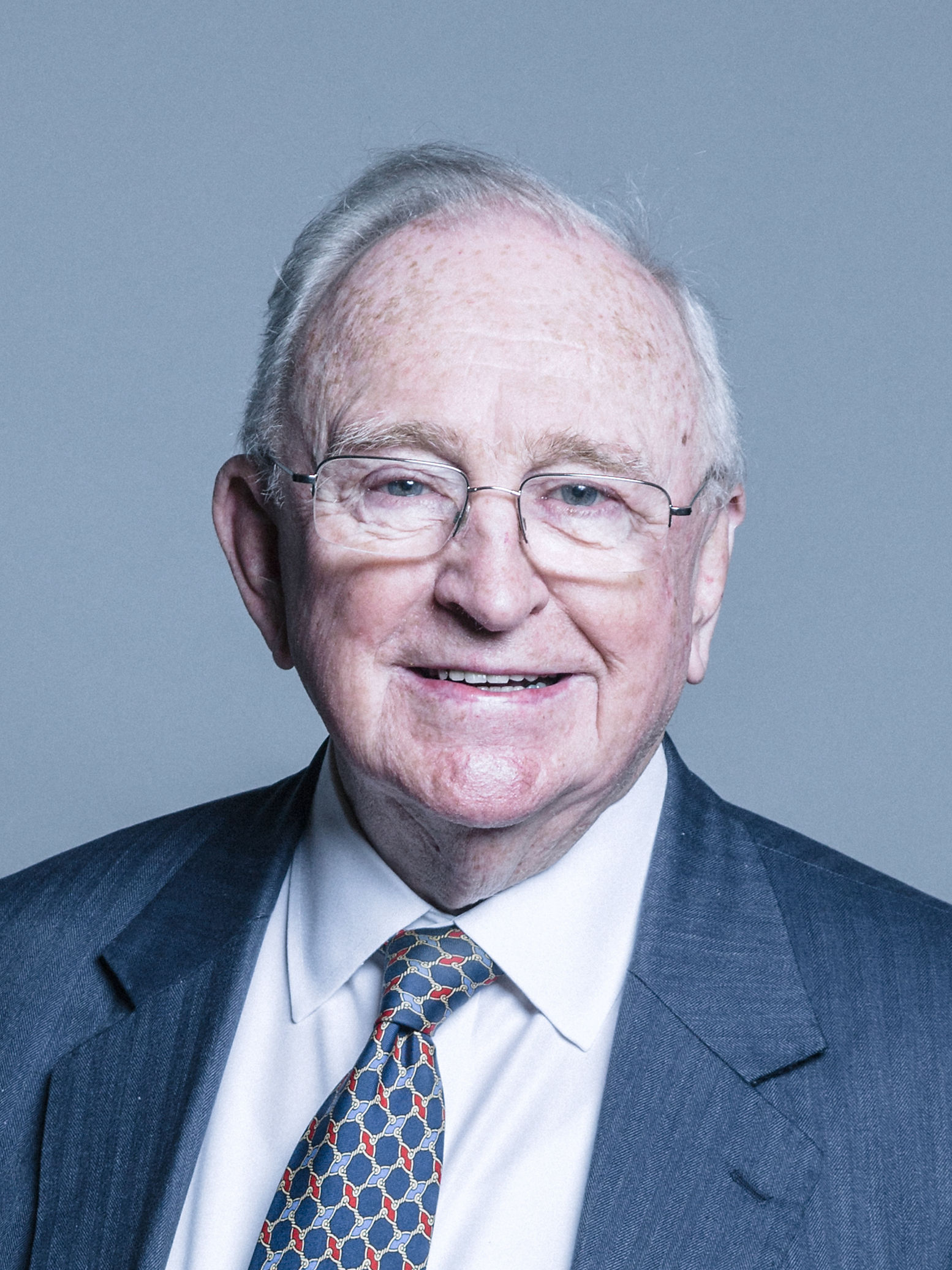
James Gordon, Baron Gordon of Strathblane

James Stuart Gordon, Baron Gordon of Strathblane CBE (* 17. Mai 1936; † 31. März 2020 in Glasgow, Schottland) war ein britischer Geschäftsmann und Life Peer.

## Familie
Geboren wurde Gordon als Sohn von James Gordon und dessen Frau Elsie Riach. 1971 heiratete er Margaret Anne Stevenson. Mit ihr hatte er zwei Söhne und eine Tochter.

## Ausbildung und beruflicher Werdegang
Seine schulische Ausbildung erhielt Gordon am St Aloysius’ College in Glasgow. Hieran schloss sich ein Studium an der University of Glasgow an, das er 1958 mit dem Master of Arts abschloss. Er arbeitete von 1965 bis 1973 als politischer Redakteur für Scottish Television und von 1973 bis 1996 als Geschäftsführer für Radio Clyde. Von 1991 bis 1996 war er CEO der Scottish Radio Holdings und deren Vorstand von 1996 bis 2005. In den folgenden Jahren war er bei Melody Radio, Clydeport Holdings und dem Scottish Tourist Board tätig. Ab 1990 gehörte er dem Scottish Advisory Board von British Petroleum an und war ab 1996 Direktor von Johnston Press und Vorsitzender des AIM Trust. Ab 2003 war er im Vorstand von Radio Audience Research.
Gordon war von 1981 bis 1990 Mitglied der Scottish Development Agency und von 1983 bis 1989 Vorstand des Scottish Exhibition and Conference Centre. Er gehörte von 1984 bis 1997 dem Court der University of Glasgow an und 1986 dem Committee of Enquiry into Teachers’ Pay and Conditions. Des Weiteren war er tätig für das Advisory Group on Listed Events, das Independent Review Panel on Funding of BBC und die British Tourist Authority.
Bei den Unterhauswahlen 1964 kandidierte er im Wahlkreis East Renfrewshire für die Labour Party. Er unterlag jedoch gegen die Amtsinhaberin Betty Harvie Anderson.
Am 2. August 1997 wurde er als Baron Gordon of Strathblane, of Deil’s Craig in Stirling, zum Life Peer erhoben und war dadurch fortan Mitglied des House of Lords.
Gordon starb Ende März 2020 im Alter von 83 Jahren während der COVID-19-Pandemie im Vereinigten Königreich an den Folgen von COVID-19.

## Auszeichnungen
1984 wurde Gordon der Order of the British Empire in der Stufe Commander verliehen. Im selben Jahr erhielt er den Sony Award für seinen besonderen Einsatz für das Rundfunkwesen. 1994 nahm ihn die Radio Academy als Fellow auf. Er erhielt den Lord Provost’s Award for Public Service in Glasgow. Zudem verliehen ihm die Glasgow Caledonian University und die University of Glasgow die Ehrendoktorwürde.